# Антон Швајгер
Антон Швајгер (Дарувар, 6. мај 1935 — Загреб, 16. децембар 2003) био је хрватски академик, доктор медицинских наука, редовни професор Медицинског факултета Свеучилишта у Загребу.

## Живот и каријера
Рођен је 6. јуна 1935. године у Дарувару, од мајке Јелке, девојачко Клобучарић, и оца Антон., стожерског часника. С очеве стране, дед му је био Баварац, а бака Словенка. С мајчин страни деда му је био Међимурац, а бака Чехиња. Он сам изјашњавао се као Хрват. Детињство, и о сновнио школовање (од 1942 до 1949. године) завршио је у родном Дарувару. Потом је у Реалној гимназији у Вировитици, од 1949 до 1954. година, стеко средњошколско образовање.
Студираоје медицину на Медицинском факултету Свеучилишта у Загребу од 1954 до 1960. године. Званје доктора медицинских наука стекао је на истом факултету 1965. године, након одбране доктората на тему Нови поглед на проблем апокрине секреције.
Током 1968. године, обавио је шетомесечно усавршавању из експерименталне ембриологије у лабораторији Хубрехт у Утрехту, Холандија
Одмах по дипломирању (1961. године), запослило се на одељењу за хистологију и ембриологију Медицинског факултета Свеучилишта у Загребу, и на њој провео целокупни радни век, који је окончао 30. септембра 2000. године, када је пензионисан. Uzajamni odnosi horioalantois
membrane i transplantiranog zametka
Након одбране хабилитацијског рада под насловом: Узајамни односи horioalantois membrane и трансплантираног заметка, 1969. промовисан је у научно наставно звање доцента.
Био је одличан познавалац страних језике: немачкоги, француског, енглескогог, италијанског, руског и словенског.
У слободно време Швајгер се бавио ботаником, орнитологијом, астрономијом, сликарством (акварел, цртеж), књижевношћу, филозофијом, музиком.
Након три године од пензионисања, преминуо је 16. децембар 2003. у 68 години живота, у Загребу.

## Дело
Антон Швајгер у свом научном раду фокусирао се превасходно на проучавање основних принципа раног развоја сисара. Посебну пажњу посветио је проучавању улоге клициних листова у раној ембриогенези.
У оквиру својих научних активности применио је многе расположиве научне технике и методе, од класичне дескриптивне хистоморфолошке анализе и електронске микроскопије до хистохемије и имунохемије. Посебно се исказтао у пољу експерименталне развојне биологије по властитој разрађеној методи изолације и микроманипулације и трансплантације раних стадијума ембрионалног развоја сисара и њиховим истраживањем у условима ин виво и ин витро. У оквиру задатих научних задатака дао је одговоре као и научне резултате на постављена питања о развојним процесима ране ембриогенезе сисара.
Остале професионална активности
Професионална активност му је богат и разноврстан, посебно у области медицинске енциклопедије. Био је у могућности да пренесе висок ниво стручности међу колегама и студентима. Изложио је бројне јавне наступе на пољу уске струке, опште тематике биологије, историје медицине и факултета и питања медицинске етике, а показао се као човек широког општег и биомедицинског образовања. Његова професионална активност, осим поменутог, требало би да укључује писање наставних текстова, поглавља у монографијама и приручницима за постдипломску наставу, као и континуирано усавршавање лекара.
Током каријере Швајгер је био:
- Сарадник у школском програму РТВ Загреб од свог оснивања (1968.), аутор седам емисија из подручја биологије: ћелија-основна јединица живота (1979), Функције ћелијских структура (1969), Ембрионални развој човека (1969), Неке методе експерименталне ембриологије (1969), Ћелија (1970), Диференцијација ћелија (1971), Све о ћелији (1985).
- Предавач на бројним стручним и популарно-научнима предавањима за различите профиле слушалаца и аутор неколико популарно-научних чланака.
- Обрађивач преко 500 израза за Медицински лексикон Лексикографског завода Мирослав Крлежа.
- Преводилац и лектор превода уџбеника и стручних чланака

Чланство и функције у научно стручним друштвима
- Хрватско природословно друштво
- Хрватско биолошко друштво
- Хрватско физиолошко друштво
- Хрватско друштво анатома, хистолога и ембриолога (председник и потпредседник у два мандата, председник Одјела за ембриологију)
- Хрватски лијечнички савез (Секција за нормалну морфологију, Ликовна секција)
- European Developmental Biology Organization (EDBO) (члан Управног одбора)
- International Society of Developmental Biologists (ISDB)
- Хрватска академија знаности и умјетности - Одјел за природне знаности (придружени члан од 1980., реизабран 1990, редовити члан 2000)
- The New York Academy of Science (1985.)
- Хрватски католички медицински савез (ХКЛД) - председник од 1993
- Папинска академија за живот (Pontificia Academia Pro Vita) од 1998.